# 2U

## 概要
『2U』（トゥーユー）は、松下優也の2枚目のオリジナルアルバム。2012年2月22日にEPIC Records Japanから発売された。
初回生産限定盤Aにはミュージックビデオとライブドキュメンタリー,初回生産限定盤Bには映画『ヒカリ、その先へ』の本編をそれぞれ収録。イギリスなど20ヵ国にて配信販売されている

## 収録曲
1. Theme of 2U
  - 作曲：Jin Nakamura
2. SUPER DRIVE
  - 作詞：H.U.B.／作曲：Jin Nakamura
  - テレビ東京系『DANCE@TV』エンディングテーマ
3. Naturally
  - 作詞：荘野ジュリ／作曲・編曲：Jin Nakamura
  - サンエー・インターナショナル『ナチュラルビューティーベーシック』CMソング
4. Beautiful Days
  - 作詞：Kenn Kato／作曲：Jin Nakamura
5. INTERLUDE I
  - 作曲：Jin Nakamura
6. 4 Seasons
  - 作詞：H.U.B.／作曲・編曲：Jin Nakamura
  - 毎日放送『DRESS』 × 『神戸コレクション2010 A/W』公式テーマソング
7. Paradise
  - 作詞：MASTERWORKS／作曲：Jin Nakamura
  - 毎日放送・TBS系ドラマ『カルテット』主題歌
  - 毎日放送『DRESS』エンディングテーマ
8. Life in the dark
  - 作詞：U／作曲：Jin Nakamura
9. Interlude II
  - 作曲：Jin Nakamura
10. Last Dance'06
  - 作詞：AIJ ／作曲・編曲：Jin Nakamura
11. 2 of Us
  - 作詞：荘野ジュリ／作曲：Jin Nakamura
12. キミへのラブソング〜10年先も〜
  - 作詞：渡辺辰雄／作曲・編曲：Jin Nakamura
  - テレビ東京系『DANCE@TV』オープニングテーマ
  - 毎日放送『MUSIC EDGE + Osaka Style』エンディングテーマ
13. Bird
  - 作詞：前田たかひろ／作曲：Jin Nakamura
  - 毎日放送・TBS系アニメ『黒執事II』エンディングテーマ
14. A Song For You
  - 作詞：荘野ジュリ／作曲：Jin Nakamura
15. Beauty & Beast
  - 作詞：荘野ジュリ／作曲：Jin Nakamura
16. Secret Love feat.BRIGHT,SHUN
  - 作詞：H.U.B. Rap Lyrics by SHUN／作曲：Jin Nakamura
17. Step by Step
  - 作詞：7chi子／作曲：Jin Nakamura

## 発売日一覧
| 地域 | 情報          | 規格                               | レーベル           |
| ---- | ------------- | ---------------------------------- | ------------------ |
| 日本 | 2012年2月2日  | CD+DVD、CD、デジタル・ダウンロード | EPIC Records Japan |
| US   | 2011年2月21日 | デジタル・ダウンロード             |                    |
| 韓国 | 2012年2月28日 | CD                                 | Sony Music (KR)    |